# Neve Ur
Neve Ur (hebrejsky נְוֵה אוּר nebo נווה אור, doslova „Urská oáza“, anglicky Neve Ur, v oficiálním seznamu sídel Newe Ur) je vesnice typu kibuc v Izraeli, v Severním distriktu, v Oblastní radě Emek ha-Ma'ajanot.

## Geografie
Leží v oblasti s intenzivním zemědělstvím v nadmořské výšce 224 metrů pod mořskou hladinou, 13 kilometrů jižně od Galilejského jezera, při řece Jordán v Bejtše'anském údolí, které je součástí Jordánského údolí. Severně od obce do Jordánu ústí potok Nachal Tavor. Západně odtud je údolí ohraničeno
prudkými svahy zlomového horského pásu, který sleduje Jordánské údolí. Konkrétně jde o výšinu Ramot Isachar, respektive její součást Ramat Kochav. Na vrcholku Ramat Kochav stojí areál zříceniny křižáckého hradu Belvoir. Z Ramat Kochav do údolí Jordánu směřují vádí Nachal ha-Jadid a Nachal Minta. Vlastní okolí vesnice je převážně rovinaté, s četnými umělými vodními plochami a zemědělskými pozemky.
Vesnice se nachází cca 12 kilometrů severoseverovýchodně od města Bejt Še'an, cca 92 kilometrů severovýchodně od centra Tel Avivu a cca 58 kilometrů jihovýchodně od centra Haify. Neve Ur obývají Židé, přičemž osídlení v tomto regionu je ryze židovské. Obec ovšem leží jen necelé 2 kilometry od hranic Jordánska.
Neve Ur je na dopravní síť napojen pomocí dálnice číslo 90. Z ní zde vybíhá lokální silnice číslo 717 k západu, jež vede k lokalitě zříceniny hradu Belvoir. Podél západní strany dnešní vesnice do roku 1948 vedla železniční trať v Jizre'elském údolí, jejíž některé prvky jsou v krajině dosud patrné.

## Dějiny
Až do roku 1948 se v okolí nynějšího kibucu rozkládalo několik arabských vesnic. Konkrétně šlo o osadu Chirbet al-Zawiya cca 1 kilometr severozápadním směrem, Chirbet Umm Sabuna (roku 1931 - 444 obyvatel) cca 1 kilometr na jihovýchod od dnešního Neve Ur a Chirbet al-Mazar (roku 1922 - 950 obyvatel) situovaná na březích Jordánu, severovýchodně od obce. Všechny tři byly v květnu 1948, během Operace Gideon, v počáteční fázi války za nezávislost dobyty izraelskými silami a jejich obyvatelstvo uprchlo. Jejich zástavba byla pak zničena.
Neve Ur byl založen v roce 1949. Zakladateli byla skupina židovských přistěhovalců z Iráku, sdružená do komunity "Chaluc". Jméno nově vzniklého kibucu odkazuje na starověké město Ur v dnešním Iráku.
První vlna obyvatel se tu ale neudržela a v roce 1952 do kibucu dorazily další osadnické skupiny z řad židovských přistěhovalců z Polska a Maďarska a členů mládežnické organizace Ha-Noar ha-Oved ve-ha-Lomed, kteří prošli jednotkami Nachal. Až do roku 1965 se ale kibuc potýkal s nestabilní populací a téměř byl opuštěn. Byl pak denifitivně zachráněn příchodem dalších dvou osadnických skupin.
Během opotřebovací války na přelomu 60. a 70. let 20. století byla vesnice opakovaně terčem přeshraničního ostřelování. V roce 1991 do kibucu pronikli arabští útočníci a zabili jednoho zdejšího obyvatele a další zranili.
V roce 2004 prošel kibuc privatizací, po které jsou jeho členové odměňováni individuálně, podle výkonu. Kromě zemědělství se tu rozvíjí i průmysl. V obci fungují zařízení předškolní péče, základní škola je v kibucu Chamadija. Je zde zdravotní středisko, zubní ordinace, veřejná knihovna, společenské centrum, obchod, plavecký bazén a sportovní areály.
Od roku 2006 zahájil kibuc také nabídku stavevbních pozemků pro nečleny kibucu, kteří si zde mohou postavit individuálně rodinný dům.

## Demografie
Obyvatelstvo kibucu Neve Ur je sekulární. Podle údajů z roku 2014 tvořili naprostou většinu obyvatel v Neve Ur Židé (včetně statistické kategorie "ostatní", která zahrnuje nearabské obyvatele židovského původu ale bez formální příslušnosti k židovskému náboženství).
Jde o menší sídlo vesnického typu s klesající populací. K 31. prosinci 2014 zde žilo 304 lidí. Během roku 2014 populace stoupla o 3,8 %.
| Rok            | 1961 | 1972 | 1983 | 1995 | 2001 | 2003 | 2004 | 2005 | 2006 | 2007 | 2008 | 2009 | 2010 | 2011 | 2012 | 2013 | 2014 |
| -------------- | ---- | ---- | ---- | ---- | ---- | ---- | ---- | ---- | ---- | ---- | ---- | ---- | ---- | ---- | ---- | ---- | ---- |
| Počet obyvatel | 34   | 141  | 286  | 393  | 390  | 395  | 416  | 395  | 378  | 374  | 366  | 322  | 316  | 287  | 281  | 293  | 304  |